# هیرشفلد (راینلاند-فالتس)
هیرشفلد (به آلمانی: Hirschfeld) یک شهر در آلمان است که در راین-هونسروک واقع شده‌است. هیرشفلد ۳۴۲ نفر جمعیت دارد.